# ランシステム
株式会社ランシステム（英: RUNSYSTEM CO.,LTD.）は、神奈川県横浜市に横浜本社（実際の本社機能）、埼玉県狭山市に埼玉本社（登記上の本店）を置く、複合カフェを展開する日本の企業。AOKIホールディングスの子会社。

## 概要
業界大手の複合カフェ「スペースクリエイト自遊空間」の経営を主体とする。2004年にはJASDAQに上場している。

## 組織
- 横浜本社（神奈川県横浜市）：実際の本社機能
- 埼玉本社（埼玉県狭山市）：登記上の本店

## 沿革
- 1985年（昭和60年）6月 - 埼玉県狭山市に田中千一が個人でレンタルレコード店「友&愛」をフランチャイズとして開業。
- 1988年（昭和63年）12月21日 - レンタルレコード店を法人化し、埼玉県狭山市に有限会社ランシステム設立。
- 1991年（平成3年）11月7日 - 株式会社ランシステムに組織変更。
- 2004年（平成16年）6月18日 - 株式を店頭登録（現在のJASDAQ）。
- 2005年（平成17年）
  - 8月23日 - 当社とフランチャイズ契約を締結していたカジュアル衣料ストアなどを経営する株式会社マルカワ（東京都八王子市）が東京地方裁判所に民事再生法の適用を申請。
  - 9月1日 - 株式会社マルカワが東京地方裁判所より再生手続き開始決定。
  - 11月8日 - 株式会社マルカワと再生支援に関するスポンサー基本合意書締結。
- 2006年（平成18年）
  - 2月28日 - 株式会社マルカワの事業譲受のため、東京都八王子市に株式会社グローバルファクトリー（連結子会社）を設立。
  - 3月16日 - 株式会社グローバルファクトリーが株式会社マルカワより全事業を譲受。
  - 10月25日 - 本社機能を東京都豊島区（東京本社）に移転（同時に株式会社グローバルファクトリーの本社も東京都豊島区に移転）。なお、登記上の本店は従来通り埼玉県狭山市（埼玉本社）で変更なし。
- 2007年（平成19年）6月30日 - 「スペースクリエイト自遊空間旭川大町店」の営業権をすでに当社とフランチャイズ契約を締結している株式会社フジタコーポレーション（北海道苫小牧市）に譲渡（同時に株式会社グローバルファクトリーが運営していた「スペースクリエイト自遊空間旭川永山店」の営業権も譲渡。いずれも直営店（グローバルファクトリーは連結子会社のため直営店扱い）をフランチャイズ店に転換）。
- 2008年（平成20年）
  - 2月7日 - マイクロソフト株式会社オンラインサービス事業部・株式会社アクションと提携し、「スペースクリエイト自遊空間」の会員向けにWindows Live HotmailやWindows Live メッセンジャーなどのWindows Liveサービス利用を可能とする自遊空間オリジナルメールの提供を開始。
  - 5月18日 - 創業者で代表取締役社長の田中千一が心不全のため59歳没。
  - 5月19日 - 専務取締役総務部部長の山本実が代表取締役社長に就任。
- 2009年（平成21年）9月25日 - 事業統括担当の濱田文孝が代表取締役社長に就任。
- 2010年（平成22年）1月1日 - 株式会社グローバルファクトリーを吸収合併[4]。
- 2011年（平成23年）
  - 1月31日 - 桃太郎事業の一部を譲渡。
  - 11月 - 株式会社ナムコが運営していた「知・好・楽」の全店舗を譲受。
- 2013年（平成25年）9月26日 - 副社長執行役員の日高大輔が代表取締役社長に就任。
- 2015年（平成27年）10月19日 - 100％出資子会社「株式会社ランウェルネス」を設立。
- 2017年（平成29年）
  - 2月28日 - 新規業態「Comics & Capsule Hotel コミカプ」の1号店（京都新京極店）を出店[5]。
  - 5月1日 - 首都圏を中心に複合カフェ「Moopa!」（ムーパ）、「リバティハウス」、「コミカ」を運営するINCユナイテッド株式会社の全株式を取得し、連結子会社化[6][7]。
  - 5月17日 - INCユナイテッド株式会社が運営する複合カフェ「Moopa!」（ムーパ）、「リバティハウス」、「コミカ」を「スペースクリエイト自遊空間」に順次リニューアル[8][9]。
  - 8月1日 - INCユナイテッド株式会社が株式会社ランセカンドに名称変更[10]。
- 2021年（令和3年）12月31日 - 2022年6月期第2四半期末連結決算において債務超過となる[11]。
- 2022年（令和4年）6月8日 - 株式会社AOKIホールディングスが、第三者割当増資の引受と株式会社アニヴェルセルHOLDINGSからの株式譲受により、議決権所有割合ベースで50.71%の株式を取得し親会社となる[2]。

## 店舗数
「スペースクリエイト自遊空間」は直営店とフランチャイズ（FC）店があり、2024年3月31日現在で92店舗(直営店舗39、FC加盟店舗53)を展開し、全店舗が会員制である。
- 自遊空間事業本部管轄
  - 秋田県[12]・石川県[13]・福井県[14]・山梨県[15]・滋賀県・和歌山県・徳島県・愛媛県・高知県・佐賀県・沖縄県[16] を除く36都道府県に出店している。出店地域のうち青森県[17]・山形県・富山県・岐阜県・大阪府・奈良県・鳥取県・島根県・香川県・長崎県・熊本県[18]は1店舗のみの出店となっている。

## スペースクリエイト自遊空間

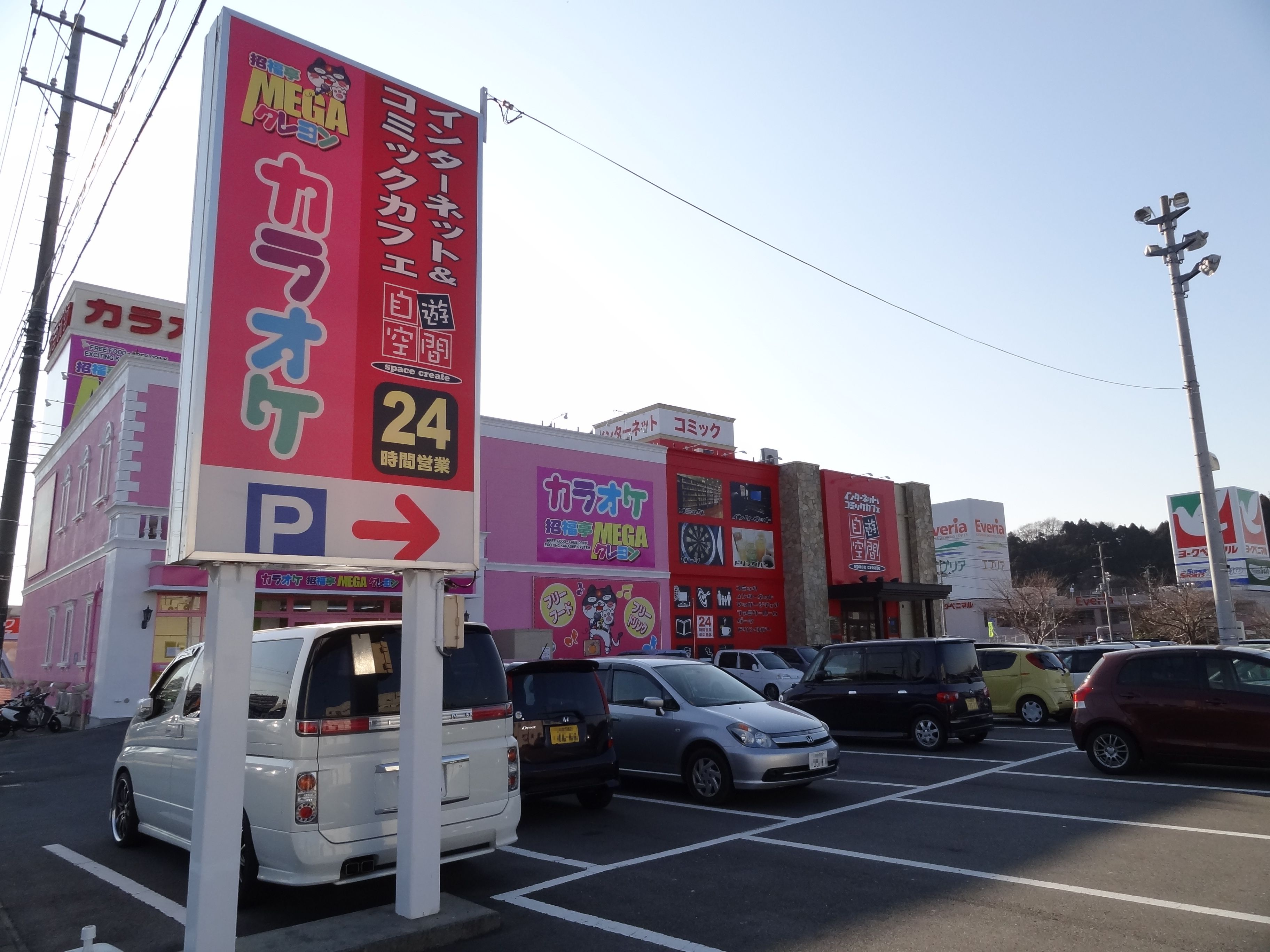
自遊空間いわき鹿島店

### 店舗の設備・特徴
- 「自遊な空間」を合言葉に、前述の通り、全店舗が会員制を採用しており、初回のみ入会金として310円（ただし、店舗により異なる）かかる。ただし、下記の条件を満たした場合に限り入会金が無料となる。
  - ホテルわこう（鳥取県米子市）の宿泊者がホテルのフロントで割引カードを受け取り、併設されている米子店でホテルのルームキーと割引カードを提示し、入会した場合。
  - 平成エンタープライズが運行する高速バスVIPライナーのオプションで組み込まれていて、山手線沿線5店舗・横浜西口店・名駅店・祇園2店舗の2時間利用権（VIPラウンジでも購入可能）を購入し、2時間利用権を提示し、入会した場合。
  - その他、ウェブクーポンを印刷し持参するか、携帯電話の画面にウェブクーポンを表示した状態で提示して入会した場合も入会金が無料となる店舗がある。
- 入会すると会員カード（裏側に発行店舗が表示）若しくはアプリでの会員証が発行され、会員カードは一部の店舗を除き、全国で利用可能となっている。また、1年ごとに更新手続きが必要となる（更新料は無料）。
  - なお、会員カードの発行店舗が閉店した場合は、そのままでは利用できないため、近隣の指定店舗（複数の場合もある）で、その店舗の会員カードに交換する必要がある[19]。（無料で切替可能だが免許証等が必要）
  - 「Moopa!」（ムーパ）、「リバティハウス」、「コミカ」から自遊空間にリニューアルした店舗の場合は、リニューアル後の店舗で、その店舗の会員カードに交換する必要がある。[20]
- なお、かつてはランシステムがアコムと提携し、2002年（平成14年）8月20日から「自遊空間 MasterCard」を発行していたが2007年（平成19年）6月30日をもって提携を解消し、発行を終了した。
- 開業初期はクレジットカードを使えない店舗の方が多かったが、直営全店とフランチャイズの大半の店舗で使用できるようになっている。ただし、とりわけフランチャイズ店での取り扱いブランドの統一化がされておらず、それぞれの事業者により加盟されているため、店舗公式サイトの記載ではダイナースのみ使えない店舗や、国内カード会社も多数表記がある店舗等が存在する。
- 初期は対応店舗が少なかった電子マネーも交通系、iD、クイックペイ等が利用可。QRコード決済も進んで導入している。が、こちらも店舗によりばらつきがあり、国内の大半の電子マネーが使える店舗もあれば、クイックペイのみ使えない店舗、iDのみ使える店舗等も存在。ホームページより各店舗の使用可能決済が確認可能。
- 店内に厨房設備を整えて軽食から洋食メニューまでを利用客に手頃な価格で販売している（同様のサービスはマンボーやアプレシオなどでも行われている）。このため、店内にコンビニエンスストアやファーストフードで購入した飲食物の持ち込みは禁止されていたが、現在は多くの店舗で持ち込み可能となっている。

#### 主なサービス・設備・特徴
- 日本複合カフェ協会加盟、テレビゲーム機・DVDソフト類・使用許諾を得て導入。
- 雑誌、漫画の閲覧
  - 特に新世紀エヴァンゲリオンとはタイアップを組んでおり、アーバン札幌店にはエヴァンゲリオンコンセプトカフェスペースと称したコンセプトルーム（会員登録不要）が設置されていた[21]。
- インターネットアクセスができるパソコン：京都新京極店を除く。
- オンラインゲーム：京都新京極店を除く。
  - 特にドラゴンクエストXとはタイアップを組んでおり、BIG BOX高田馬場店・天神サザン通り店にはスライムルームと称したコンセプトルームが設置されている。
  - かつてはアーバン札幌店にも設置されていたが、エヴァンゲリオンコンセプトカフェスペースに改装された。
  - かつては新京極よしもと店（現：京都新京極店）にも設置されていたが、「Comics ＆ Capsule Hotel コミカプ」[22] への改装工事に伴い、閉鎖された。
- ドリンクバー
- カラオケ：一部店舗のみ。設置店舗は日本カラオケボックス協会連合会、各都道府県カラオケボックス協会にも加盟。
- ビリヤード：一部店舗のみ。
- 卓球：一部店舗のみ。
- ダーツ：一部店舗のみ。
- 個室シャワー：一部店舗のみ。
- 女性専用エリア：一部店舗のみ。オートロック完備で、入退室には専用のカードキーが必要（一部店舗を除く）。
  - 特に五反田東口店はインテリア雑貨ショップ「アンジェ web shop」がプロデュースを手掛け、カフェ風の内装になっている。
  - かつてはアーバン札幌店にも設置されていたが、エヴァンゲリオンコンセプトカフェスペースと卓球エリアに改装された。
  - かつては新京極よしもと店（現：京都新京極店）にも設置されていたが、「Comics ＆ Capsule Hotel コミカプ」[22] への改装工事に伴い、閉鎖された。

店舗によってサービス内容は一部異なる。

### 店舗の一覧
営業中の店舗は 店舗案内 を参照。

### かつて営業していた店舗

#### 北海道・東北
- 北海道
  - サッポロファクトリー店（札幌市中央区）：直営
    - サッポロファクトリー1条館3Fにあった。2017年（平成29年）9月30日閉店。

  - 札幌伏古店（札幌市東区）：FC（株式会社ハタカンパニー）
    - 2006年（平成18年）1月28日開店[23]。その後閉店。現在はトレジャー王国伏古店。

  - 札幌川沿店（札幌市南区）：FC（株式会社ノースライフ）
    - 2018年（平成30年）9月5日閉店[24]。当初は同年9月30日閉店予定だったが、北海道胆振東部地震の影響により店舗の運営が困難となったため、予定を前倒しした。

  - JR琴似駅店（札幌市西区）：FC（北海道旅客鉄道株式会社（JR北海道））
    - JR琴似駅の東側高架下にあった。2005年（平成17年）5月21日開店[25][26]。2007年（平成19年）4月2日に鉄道模型（Nゲージ）レイアウトを店内に設置[27]。2009年（平成21年）11月30日閉店。

  - 函館桔梗店（函館市）：FC（株式会社マルカワ）→直営（株式会社グローバルファクトリー）
    - 株式会社マルカワにより2005年（平成17年）4月16日開店[28]。2006年（平成18年）3月16日に株式会社グローバルファクトリー（2010年（平成22年）1月1日、株式会社ランシステムに吸収合併）へ譲渡。2009年（平成21年）閉店。その後、店舗は解体され、土地は2012年（平成24年）に芙蓉総合リース株式会社へ譲渡[29]。跡地に、はま寿司函館桔梗店（2013年（平成25年）8月9日開店）が建設された。

  - 函館花園店（函館市）：FC（株式会社フジタコーポレーション）
    - 2004年（平成16年）7月開店。2017年（平成29年）6月30日閉店。

  - 釧路芦野店（釧路市）：FC
  - 帯広白樺通店（帯広市）：FC
    - 2017年（平成29年）6月30日閉店。

  - 北見緑町店（北見市）：FC
    - 2016年（平成28年）6月29日閉店。空き店舗期間を経て、現在は地元企業、株式会社TRリンク運営のリサイクルショップ えらばれ屋となっている。

  - 函館上磯店（北斗市）：直営
  - 静内店（日高郡新ひだか町）：FC（株式会社フジタコーポレーション）
    - 2007年（平成19年）4月28日開店[30][31]。2008年（平成20年）9月30日閉店。
- 青森県
  - 青森西バイパス店（青森市）：FC（株式会社スコーレ）
    - ガーラタウン・青森ウエストモール内にあった。2005年（平成17年）12月17日開店[32]。2015年（平成27年）9月20日24時閉店[33]。なお、青森西バイパス店の会員は、八戸沼館店（八戸市）にて、無料で八戸沼館店の会員カードと交換できる措置が行われた。跡地には2019年（平成31年）2月10日、JOYFiT24が入った。
- 宮城県
  - 仙台南吉成店（仙台市青葉区）：直営
    - 2005年（平成17年）8月27日開店[34]。2010年（平成22年）5月31日閉店。その後、店舗は解体され、現在はABCマート仙台南吉成店となっている。

  - 仙台泉中央店（仙台市泉区）：直営
    - 2006年（平成18年）1月28日開店[35]。2017年（平成29年）12月1日8時閉店。

  - 石巻大街道店（石巻市）：FC（有限会社Y・H・Office（現：株式会社Y・H・Office））
    - 2005年（平成17年）5月28日開店[36]。2011年（平成23年）3月11日に発生した東日本大震災で壊滅的な被害を受け営業休止。その後、同年9月22日に新店舗（旧快活CLUB石巻店[37]（2008年（平成20年）6月19日開店・2011年（平成23年）4月8日閉店））に移転し石巻中里店として営業再開[38]。

  - 石巻中里店（石巻市）：FC（有限会社Y・H・Office（現：株式会社Y・H・Office））
    - 前述の経緯で移転したが、2020年8月24日閉店[39]。なお、跡地には快活CLUB石巻中里店が2021年7月15日に再出店予定[40]。

  - 旧名取店（名取市）：FC（有限会社Y・H・Office（現：株式会社Y・H・Office））
    - 別の事業者により2002年（平成14年）2月開店。2003年（平成15年）11月に有限会社Y・H・Office（現：株式会社Y・H・Office）に営業譲渡。2006年（平成18年）1月28日に400m北の新店舗に移転。
- 山形県
  - 米沢金池店（米沢市）：FC（株式会社マルカワ）→直営（株式会社グローバルファクトリー→株式会社ランシステム）→FC（株式会社フジタコーポレーション）
    - 株式会社マルカワにより2005年（平成17年）4月28日開店[41]。2006年（平成18年）3月16日に株式会社グローバルファクトリー（2010年（平成22年）1月1日、株式会社ランシステムに吸収合併）へ譲渡。2010年（平成22年）7月1日に山形高堂店を運営する株式会社フジタコーポレーションへ譲渡[42]。2015年（平成27年）8月9日閉店。なお、米沢金池店の会員は、山形高堂店（山形市）にて、無料で山形高堂店の会員カードと交換できる措置が行われた。店舗は株式会社ゲオに譲渡され、同年11月20日にセカンドストリート米沢店として開店。
- 福島県
  - 郡山あさか店（郡山市）：FC
    - 2018年（平成30年）6月25日閉店。

  - いわき平店（いわき市）：FC
    - 2000年（平成12年）10月開店。2018年（平成30年）5月31日閉店。

  - いわき鹿島店（いわき市） : FC
    - 2020年（令和2年）6月25日閉店。

  - 郡山店（郡山市） : FC
    - Ati郡山8階。2021年（令和3年）2月1日閉店。

#### 関東
- 茨城県
  - 水戸南インター店（水戸市）：FC
    - 2006年（平成18年）12月9日開店[43]。2014年（平成26年）9月16日閉店。その後、店舗は解体され、2015年（平成27年）2月28日にスナップハウス水戸南インター店が跡地に新築開店。

  - 牛久上柏田店（牛久市）：FC（株式会社ゆにろーず）
    - 2007年（平成19年）12月16日開店[44]。2013年（平成25年）閉店。店舗は株式会社ハウジング重兵衛に譲渡され、ハウジング重兵衛・リフォームじゅうべえ牛久・龍ヶ崎・阿見店となっている。

  - つくば南大通り店（つくば市）：
    - 2018年（平成30年）1月31日閉店。

  - かすみがうらR6号店（かすみがうら市）：FC（株式会社エイチ・アイ・シー（現：フェニックスダーツジャパン株式会社））
    - 2010年（平成22年）3月27日開店[45]。2015年（平成27年）5月18日閉店。
- 栃木県
  - 宇都宮戸祭店（宇都宮市）：直営
- 群馬県
  - 前橋文京町店（前橋市）：直営
    - 2006年（平成18年）12月10日閉店。

  - 新前橋店（前橋市）：
    - 2018年（平成30年）7月23日閉店。前橋国領町店へ統合。

  - 桐生店（桐生市）：FC（有限会社三幸企画）
    - 2013年（平成25年）6月29日開店[46]。2018年（平成30年）10月10日閉店。

  - 伊勢崎連取店（伊勢崎市）：直営（プラザ商事株式会社）
    - 2010年（平成22年）9月4日開店[47]。2012年（平成24年）12月26日をもって伊勢崎店へ統合。

  - 太田店（太田市）：直営
    - 2018年（平成30年）1月28日閉店。
- 埼玉県
  - 浦和店（さいたま市浦和区）：FC
  - 川越インター店（川越市）：FC
  - 新所沢店（所沢市）：FC（株式会社ソフネットジャパン）→直営
    - 株式会社ソフネットジャパンにより1998年（平成10年）9月開店。その後、株式会社ランシステムに営業譲渡。2013年（平成25年）9月29日閉店。

  - 所沢ルート463号店（所沢市）：FC
    - 株式会社祥栄により2007年（平成19年）6月30日開店[48]。2011年（平成23年）4月に別の事業者へ営業譲渡。2012年（平成24年）にフランチャイズ契約を解消し、ネットカフェMILK所沢463号店として独立。2014年（平成26年）9月30日にネットカフェMILK飯能店（後述）へ統合する形で閉店。入居していた2階部分は、1階にあるゼスト所沢店を運営する株式会社エイムアントレーへ譲渡され、同年12月17日にゼスト所沢店が増床された。

  - 飯能店（飯能市）：FC
    - フィールドサイドビル1F。宮脇書店との複合店舗。2008年（平成20年）5月8日より非24時間営業店舗（9:00 - 23:00）となり、その後閉店。

  - 飯能東店（飯能市）：FC
    - 株式会社祥栄により2005年（平成17年）6月4日開店[49]。2011年（平成23年）12月に別の事業者へ営業譲渡。2012年（平成24年）にフランチャイズ契約を解消し、ネットカフェMILK飯能店として独立[50]。2016年（平成28年）10月12日に株式会社サンコーへ営業譲渡され、メディアカフェポパイMILK飯能店となった[51][52]。

  - 春日部中央店（春日部市）：直営
    - 第1号店だった。

  - 武里店（春日部市）：FC（武蔵産業株式会社（当時））
    - 2006年（平成18年）2月26日開店[53]。2013年（平成25年）2月閉店。

  - 上尾店（上尾市）：FC（株式会社 東洋）
    - エスポ&エブリデイ上尾店2F。ゲームセンターとの複合店舗。

  - 草加店（草加市）：FC
  - 越谷店（越谷市）：FC
  - 蕨店（蕨市）：FC
  - 入間店（入間市）：FC（株式会社ソフネットジャパン）
    - 2000年（平成12年）1月1日開店。2002年（平成14年）1月20日閉店。2月9日に王子店（東京都北区）へ移転改称したが、その後閉店。

  - 志木駅南口店（新座市）：FC（株式会社ジャパンフードサービス）
    - 2009年（平成21年）4月1日開店[54]。エコス志木店（旧店舗）2Fにあった。エコス志木店の建て替え工事に伴い、2016年（平成28年）6月29日閉店。

  - 北本店（北本市）：FC（株式会社 東洋）
    - エスポ&エブリデイ北本店1・2F（受付は1F）。ゲームセンターとの複合店舗。障害者用トイレあり。

  - PAT坂戸店（坂戸市）：FC（株式会社祥栄）
    - 2012年（平成24年）11月30日閉店。なお、入居していたPAT坂戸は2013年（平成25年）4月23日をもって閉鎖された。

  - 吉川店（吉川市）：FC（株式会社エイチ・アイ・シー（現：フェニックスダーツジャパン株式会社））
    - コッコロ吉川3Fにあった。2009年（平成21年）12月26日開店[55]。2012年（平成24年）8月31日閉店。
- 千葉県
  - 千葉南店（千葉市緑区）：FC
  - 館山九重店（館山市）：FC（有限会社大蔵）
    - 2005年（平成17年）12月23日開店[56]。2009年（平成21年）9月14日閉店。その後、店舗は解体され、跡地は2011年（平成23年）4月におどや九重店が開店。

  - 千葉都賀店（千葉市若葉区 ）：FC
    - 2020年（令和2年）3月31日閉店。
- 東京都
  - Moopa! 新宿歌舞伎町店（新宿区）：FC（INCユナイテッド株式会社（現：株式会社ランセカンド））
    - 2015年（平成27年）8月31日閉店。

  - Moopa! 新宿西口店（新宿区）：FC（INCユナイテッド株式会社（現：株式会社ランセカンド））
    - 2017年（平成29年）5月1日にINCユナイテッド株式会社が株式会社ランシステムの100％出資子会社となり、近隣の自遊空間店舗との統廃合に伴う整理により、同年5月8日閉店。

  - Moopa! 新宿本店（新宿区）：FC（INCユナイテッド株式会社（現：株式会社ランセカンド））
    - 2017年（平成29年）5月1日にINCユナイテッド株式会社が株式会社ランシステムの100％出資子会社となり、近隣の自遊空間店舗との統廃合に伴う整理により、同年5月8日閉店。

  - 三軒茶屋店（世田谷区）：FC
  - 渋谷ハチ公口店（渋谷区）：直営
    - 2008年（平成20年）閉店。

  - 池袋西口センタービル店（豊島区）：直営
    - 2001年（平成13年）4月28日開店。2014年（平成26年）8月31日をもって池袋西口ROSA店（直営：株式会社メディアクリエイト（現：株式会社スタンダード）からゆう遊空間池袋西口店（2014年（平成26年）2月20日閉店）を譲受し、2014年（平成26年）7月11日開店）[57] へ統合。なお、旧店舗はタイムス株式会社に譲渡され、同年12月22日にアットワン池袋西口店として開店。

  - 王子店（北区）:FC（株式会社ソフネットジャパン）
    - 入間店（埼玉県入間市・2000年（平成12年）1月1日開店・2002年（平成14年）1月20日閉店）を移転し2002年（平成14年）2月9日開店。その後閉店。

  - 西葛西店（江戸川区）：FC
  - GS新小岩店（葛飾区）：FC
    - 2007年（平成19年）3月17日開店[58]。その後、2011年（平成23年）9月29日に新小岩駅前店（直営：株式会社ナムコが運営していた「知・好・楽」新小岩駅前店（同年9月27日閉店）を譲受。）が開店[59] したため、フランチャイズ契約を解消し、GSとして独立。

  - 八王子駅前店（八王子市）：
    - 2018年（平成30年）12月25日12:00閉店。

  - 立川北口店（立川市）：FC（株式会社ソフネットジャパン）→直営
    - 株式会社ソフネットジャパンにより1998年（平成10年）7月開店。その後、株式会社ランシステムに営業譲渡。2014年（平成26年）4月20日をもって立川南口店へ統合。

  - 戸越店（品川区）：直営
    - 2008年（平成20年）12月開店。
    - 2020年（令和2年）4月30日閉店。
- 神奈川県
  - 横浜長者町店（横浜市中区）：FC
  - Moopa! 川崎店（川崎市川崎区）：FC（INCユナイテッド株式会社（現：株式会社ランセカンド））
    - 2015年（平成27年）8月閉店。

  - 藤沢駅南口店（藤沢市）：FC
    - 2017年（平成29年）8月1日9時に株式会社ランセカンド（株式会社ランシステムの100％出資子会社）が運営する藤沢駅前南口店（旧：リバティハウス 藤沢店）へ統合する形で閉店。

  - 本厚木店（厚木市）：FC
- 新潟県

#### 北陸・甲信
- - 新潟白根店（新潟市南区）：FC（株式会社エフエスエー）
    - 2017年（平成29年）3月3日12:00開店[60]。2018年（平成30年）2月28日閉店。店舗は株式会社トップミュージックに譲渡され、同年4月2日にカラオケマイム新潟白根店として開店[61]。

  - 燕吉田店（燕市）：FC（株式会社エフエスエー）
    - 2007年（平成19年）11月30日開店[62]。2013年（平成25年）5月7日に燕三条店（三条市）へ統合する形で閉店。その後、店舗は解体され、2014年（平成26年）にフラワーショップアオキ本店（株式会社エフエスエーの本業、6月20日に移転）とローソン燕吉田店（6月13日開店）の複合店舗が建設された。
- 石川県
  - セガイオンタウン金沢示野ネットカフェ店（金沢市）：FC（株式会社セガ エンタテインメント）
    - 2019年（平成31年）1月14日22:00閉店[63]。

  - 羽咋店（羽咋市）：FC（ウィン株式会社）
    - 2008年（平成20年）6月21日開店[64]。その後閉店。店舗は株式会社文苑堂書店に譲渡され、文苑堂書店羽咋店として開店。

  - 野々市店（野々市市）：
    - 2018年（平成30年）10月15日閉店。
- 福井県
  - 福井片町店（福井市）：FC
  - 福井学園店（福井市）：FC（有限会社マツダ産業（当時））
    - 2005年（平成17年）6月18日開店[65]。複合カフェ業界初のFC加盟100店舗を達成したのが当店であった。2015年（平成27年）7月31日閉店。

  - 武生芝原店（越前市）：FC（有限会社成和ビデオ企画）
    - 2006年（平成18年）9月23日開店[66]。その後閉店。その後、サラダ館アイモスZERO店を経て、建物は解体され、跡地にセブン-イレブン越前芝原4丁目店が建設された。

  - 福井丸岡店（坂井市）：FC→直営
    - 2007年（平成19年）1月20日開店[67]。2010年（平成22年）7月24日にリニューアル[68]。2014年（平成26年）1月20日閉店。
- 山梨県
  - 甲府店（甲府市）：直営
    - 2013年（平成25年）9月2日をもって石和店（笛吹市：後述）へ統合。

  - 石和店（笛吹市）：直営
    - 2015年（平成27年）7月31日閉店。
- 長野県
  - 長野川中島店（長野市）：FC（株式会社ダイマル）
    - 2000年（平成12年）開店。2010年（平成22年）8月23日閉店。

  - 松本並柳店（松本市）：直営（有限会社月見堂）
    - 2014年（平成26年）8月31日閉店。なお、松本並柳店の会員は、松本芳川村井店・松本インター店・あづみ野店にて、無料で松本芳川村井店・松本インター店・あづみ野店の会員カードと交換できる措置が行われた。

  - 松本芳川村井店（松本市）：直営（有限会社月見堂）
    - 2016年（平成28年）7月15日閉店。なお、松本芳川村井店の会員は、松本インター店・あづみ野店にて、無料で松本インター店・あづみ野店の会員カードと交換できる措置が行われた。

  - 信州中野店（中野市）：FC（株式会社ダイマル）
    - 2007年（平成19年）3月22日開店[69]。2014年（平成26年）11月24日閉店。

#### 東海
- 岐阜県
  - コパンぎふ店（岐阜市）：FC（株式会社コパン）
    - スポーツクラブ「コパン忠節」にあった。2010年（平成22年）7月17日開店[70]。2012年（平成24年）6月30日閉店。

  - 岐阜大垣店（大垣市）：FC（株式会社ジェイ・インターナショナル）
    - 2005年（平成17年）8月13日開店[71]。その後閉店。2008年（平成20年）1月31日閉店。店舗はかめや釣具株式会社に譲渡され、同年、かめや釣具大垣店として開店。

  - 可児店（可児市）：FC（株式会社ダイマル）
    - 2005年（平成17年）6月4日開店[72]。株式会社大松が運営するパチンコ店「ラッキープラザ可児店（現：ラッキープラザ1010可児店）」を中核とした複合商業施設内にあった。その後閉店。跡地は「ラッキープラザ1010可児店」（2014年（平成26年）11月26日リニューアル）の増床に転用された。
- 静岡県
  - プラザアピア静岡店（静岡市駿河区）：FC
    - ボウリング場との複合店舗だった。2003年（平成15年）11月28日開店。その後閉店。
- 愛知県
  - 名古屋土古店（名古屋市港区）：直営（プラザ商事株式会社）
    - 2007年（平成19年）5月26日開店[73]。2016年（平成28年）4月8日閉店。

  - 桶狭間店（名古屋市緑区）：FC（株式会社ジーピーシィ）
    - 2005年（平成17年）11月12日開店[74]。その後閉店。BerryBerry桶狭間店を経て、現在は回転割烹寿司御殿有松店となっている。

  - 名東店（名古屋市名東区）：FC
  - 名古屋植田店（名古屋市天白区）：FC（株式会社大庄）
    - 同社が運営していた居酒屋「榮太郎」を業態転換し、2011年（平成23年）3月26日開店[75]。2012年（平成24年）8月31日閉店。その後、店舗は株式会社海帆に譲渡され、2014年（平成26年）3月4日に昭和食堂植田飯田街道店として開店。

  - 尾西店（一宮市）：FC
  - 木曽川店（一宮市）：FC（有限会社パスタイム）
    - 2005年（平成17年）8月13日開店[76]。平和堂木曽川店にあった。2008年（平成20年）2月28日閉店。

  - 豊明栄店（豊明市）：FC（有限会社パスタイム）
    - 2007年（平成19年）3月31日開店[77]。スパークリングシティPORTOにあった。2008年（平成20年）2月28日閉店。後に支留比亜珈琲店 豊明インター店となっていたが、2020年5月頃、新型コロナウイルス感染症流行の影響により閉店した。

  - 春日ドーム店（清須市）：FC
  - 刈谷店（刈谷市）
  - 錦店（名古屋市中区）
    - 2023年（令和5年）2月13日閉店。

  - 名駅店（名古屋市中村区）
    - 2023年（令和5年）3月31日閉店。
- 三重県
  - 桑名七和店（桑名市）：FC
  - 四日市店（四日市市）：FC

#### 関西
- 京都府
  - 京都八幡店（八幡市）：FC
    - 2008年（平成20年）1月31日閉店。
- 大阪府
  - 平野駅前店（大阪市平野区）：FC（有限会社プレミオ）
    - 2006年（平成18年）12月16日開店[78]。2013年（平成25年）11月11日閉店。

  - 泉大津店（泉大津市）:
    - 2018年（平成30年）10月28日閉店。

  - 松原丹南店（松原市）:FC
    - 2006年（平成18年）3月11日開店[79]。2016年（平成28年）12月30日閉店。

  - 箕面店（箕面市）:FC
    - 2008年（平成20年）4月4日にフランチャイズ提携を解消し独立、@cafe箕面店に改称。これに伴い、会員カードを@cafeのものに無料で交換する措置が行われた。

  - 東大阪菱江店（東大阪市）：FC
- 兵庫県
  - 姫路駅前店（姫路市）：FC
    - 2007年（平成19年）4月15日に姫路ワシントンホテル店（後の姫路アパホテル店：後述）に統合され閉店。

  - 姫路アパホテル店（姫路市）：FC
    - アパホテル＜姫路駅北＞1Fにあった。当初は姫路ワシントンホテル店であったが、姫路ワシントンホテルプラザが入居していた第一生命姫路ビルをアパグループが取得[80] し、2010年（平成22年）9月1日に姫路ワシントンホテルプラザがアパホテル＜姫路駅北＞としてリニューアル[81] したことに伴い、姫路アパホテル店に改称。2014年（平成26年）8月31日閉店。

  - 西明石店（明石市）：FC（株式会社エルアンドジー）
    - 2004年（平成16年）7月10日開店。2005年（平成17年）12月閉店。

  - 西宮北口店（西宮市）：FC
    - 2004年（平成16年）9月22日開店。2018年（平成30年）5月28日閉店。

  - 東加古川店（加古川市）：FC（株式会社エルアンドジー）
    - 2003年（平成15年）9月20日開店。2013年（平成25年）6月30日閉店。その後、店舗は同年8月24日に同社が運営しているゴルフパートナー東加古川店（8月4日に閉店した加古川店を移転改称）が移転開店[82][83]。

#### 中国・四国
- 鳥取県
  - 鳥取店（鳥取市）：FC（株式会社エスシーサービス→株式会社アクティブ）
    - 2021年4月19日8:00閉店[84]。当初は株式会社エスシーサービスによる運営であったが、その後、株式会社アクティブによる運営に変更されていた。

  - 米子店（米子市）：FC（株式会社エスシーサービス）
    - 2001年（平成13年）3月31日開店。2018年（平成30年）7月20日11:00閉店[85]。なお、米子マンガミュージアム店（2022年7月10日に株式会社ランシステムとFC契約を締結）は株式会社ジョイアーバンの運営である[86]。
- 島根県
  - 松江店（松江市）：FC（株式会社エスシーサービス）
    - 2002年（平成14年）7月20日開店。2008年（平成20年）6月30日閉店。なお、松江店の会員は、米子店（鳥取県米子市）にて、無料で米子店の会員カードと交換できる措置が行われた。その後、店舗は解体され、同年12月19日にファミリーマート浜乃木六丁目店が跡地に新築開店。
- 岡山県
  - 岡山表町店（岡山市北区）：FC（株式会社QK）
    - 株式会社あらきからメディアカフェポパイ表町店（2016年（平成28年）2月29日閉店）を譲受し、2016年（平成28年）3月4日開店[87]。2021年（令和3年）8月23日閉店。

  - 岡山福浜店（岡山市（現：南区））：FC（株式会社エルアンドジー）
    - 2005年（平成17年）8月13日開店[88]。2008年（平成20年）4月30日閉店。その後、店舗は解体され、2010年（平成22年）4月10日に中国銀行福浜支店が跡地に新築移転（同時に福富支店を統合）[89][90]。
- 広島県
  - 福山駅前店（福山市）：FC（株式会社ユーアンドミィー）
    - 入居していたエム・シー福山ビルが新耐震基準を満たさないために解体されることに伴い、2018年（平成30年）10月22日閉店。ビルの北側部分を解体し、2021年に南側部分からホテル1-2-3福山が北側部分に新築移転する予定。その後、ビルの南側部分を解体し、平面駐車場とする予定[91][92]。
- 山口県
  - 宇部店（宇部市）：FC
    - 2015年（平成27年）1月31日閉店。店舗は株式会社ゲオに譲渡され、同年5月22日にジャンブルストア宇部店（現：セカンドストリート宇部厚南店）として開店。
- 愛媛県
  - 今治バイパス店（今治市）：FC
    - ホテルコスモオサム1F。2008年（平成20年）8月31日閉店。

#### 九州
- 福岡県
  - 大橋西口店（福岡市南区）：FC
  - 福岡西新店（福岡市早良区）：FC
- 熊本県
  - 熊本上通店（熊本市（現：中央区））：直営
    - 2003年（平成15年）11月22日開店。その後閉店。

  - 熊本インター店（熊本市（現：東区））：FC（築森デザイン事務所）[93]
    - 2005年（平成17年）10月29日開店。2020年（令和2年）4月30日閉店。2021年6月にバイク部品ショップ・ライコランド熊本インター店として開店[94]

  - 八代旭中央通店（八代市）：FC（ブルエコー）[95]
    - 2006年（平成18年）6月17日開店。2020年（令和2年）1月7日閉店。同年6月にFC契約していたブルエコーが自社のカラオケボックス店舗「ブルエコー Be.K-1熊本八代店」として開店。

  - 熊本清水バイパス店（熊本市（現：北区））：FC（ブルエコー）[96]
    - 2006年（平成18年）11月25日開店。2019年（令和元年）11月29日閉店。2020年7月に桜十字病院（桜十字グループ）が運営するリハビリ特化型デイサービス・Let'sリハ! 熊本北として開店[97]

  - 熊本銀座通り店（熊本市中央区）：FC[98]
    - 2009年（平成21年）7月6日開店。2019年（令和元年）6月30日閉店。

  - 熊本天草店（天草市）：FC（太陽企業グループ）[99]
    - 2012年（平成24年）12月22日開店。2023年（令和5年）9月25日閉店。
- 大分県
  - 大分森町店（大分市）：FC
    - 2004年（平成16年）開店。2016年（平成28年）1月26日閉店。
- 宮崎県
  - エースランド店（宮崎市）：FC
    - 複合商業施設エースランド2階にあった店舗で、運営会社のエースランド株式会社はFC加盟社でもあった。2007年（平成19年）4月21日開店。2011年（平成23年）6月30日閉店。

  - 都城店（都城市）
    - 2019年（平成31年）3月31日閉店。
- 鹿児島県
  - 鹿児島天文館店（鹿児島市）：FC（株式会社馬場電機）
    - 2002年（平成14年）6月開店。2016年（平成28年）8月31日閉店。なお、鹿児島天文館店の会員は、鹿児島平田橋店にて、無料で鹿児島平田橋店の会員カードと交換できる措置が行われた。

  - 鹿児島平田橋店（鹿児島市）：FC（株式会社馬場電機）
    - 2004年（平成16年）7月開店。2017年（平成29年）1月15日閉店。

  - 旧鹿屋店（鹿屋市）：FC
    - 2016年（平成28年）3月5日に新店舗（旧アプレシオ鹿屋店（2009年（平成21年）6月30日閉店））に移転[100]。

  - 姶良加治木店（姶良市）：FC（有限会社ブルエコー）
    - 2018年（平成30年）8月27日閉店。
- 沖縄県
  - 国際通り店（那覇市）：FC
    - 2017年（平成29年）8月31日閉店。

## CM出演者
- キングコング（2005年 - 2007年）
- チュートリアル（2007年 - 2009年）

## 関連会社
- GAUDIグループ
  - GAUDI株式会社
  - GNEXT株式会社
  - プラザ商事株式会社
  - 大鐘産業株式会社

### かつての関連会社
- グローバルファクトリー（連結子会社） - 「スペースクリエイト自遊空間」（函館桔梗店・米沢金池店）を運営していた。なお、「カジュアルマーケットマルカワ」「コレクト」は2008年（平成20年）8月31日をもって廃止された。2010年（平成22年）1月1日、ランシステムに吸収合併された[4]。

## FC加盟社
※ここで挙げる以外にも多数存在する。
- 有限会社小野企画（北海道札幌市北区）
- 株式会社本村損害保険事務所（北海道札幌市西区）
- 株式会社フジタコーポレーション（北海道苫小牧市）
- 株式会社ノースライフ（北海道富良野市）
- 株式会社ノーヴァワールド（青森県青森市）
- 株式会社スコーレ（青森県弘前市）
- 株式会社ニュー・イースト（宮城県仙台市青葉区）
- 株式会社ホットマン（宮城県仙台市太白区）
- 株式会社Y・H・Office（宮城県名取市）
- ハートン株式会社（宮城県名取市）
- 株式会社マルベリィ（福島県いわき市）
- 株式会社大宮レジャーセンター（茨城県常陸大宮市）
- 株式会社両毛ロジテム（栃木県足利市）
- 有限会社高根沢ゴルフパーク（栃木県塩谷郡高根沢町）
- 株式会社アドバンスコーポレーション（埼玉県川口市）
- 株式会社柳田ハウス（埼玉県秩父市）
- 株式会社ジャパンフードサービス（埼玉県草加市）
- 有限会社シーエス興商（埼玉県蕨市）
- 株式会社BREAKERS（千葉県我孫子市）
- マーチャント・バンカーズ株式会社（東京都千代田区）
- フェニックスダーツジャパン株式会社（東京都千代田区、ダーツマシン「PHOENIX」「VSPHOENIX」の製造販売元）
- 株式会社アクトリアリティー（東京都港区）
- 有限会社ダイエックス（東京都江東区）
- 株式会社ランセカンド（東京都豊島区、株式会社ランシステムの100％出資子会社）
- 株式会社ユースフル（東京都東久留米市）
- コナカエンタープライズ株式会社（神奈川県横浜市戸塚区、コナカの連結子会社）
- 有限会社三興（神奈川県横浜市緑区）
- 有限会社F&SK（神奈川県川崎市川崎区）
- 株式会社カギサン（神奈川県茅ヶ崎市）
- 株式会社東光サービス（新潟県新潟市中央区）
- 株式会社エフエスエー（新潟県燕市）
- 株式会社ハリカ六日町（新潟県南魚沼市、社名が示す通り株式会社ハリカのフランチャイズ店でもある）
- ウィン株式会社（富山県高岡市）
- 株式会社ジーピーシィ（石川県金沢市）
- 有限会社成和ビデオ企画（福井県坂井市）
- 有限会社月見堂（長野県松本市）
- 株式会社ダイマル（長野県飯田市）
- 株式会社タケダストアー（長野県諏訪市）
- 株式会社マルギンインターナショナル（長野県伊那市）
- 株式会社ジェイ・インターナショナル（愛知県名古屋市中区）
- 有限会社パスタイム（愛知県名古屋市港区）
- 名阪観光開発株式会社（三重県四日市市）
- 有限会社古川書店（三重県伊勢市）
- 株式会社アルプス（兵庫県神戸市兵庫区）
- 株式会社エルアンドジー[101]（兵庫県加古川市、昭和住宅の連結子会社、コナカの関連会社）
- 株式会社ジョイアーバン（鳥取県米子市）：関連会社に米子髙島屋（JU米子タカシマヤ）がある。
- 有限会社カットサロン洋一（島根県浜田市）
- 株式会社QK（岡山県岡山市北区）
- 有限会社サンフーズオノ（岡山県倉敷市）
- 有限会社ベルジュ（広島県安芸郡海田町）
- 株式会社テレトピア（山口県下関市）
- 株式会社ランドオール（山口県岩国市）
- 大橋物産株式会社（香川県丸亀市）
- 株式会社みらい（福岡県福岡市早良区）
- 株式会社好文堂書店（大分県大分市）
- 株式会社NGE（大分県大分市）
- 有限会社ドライブ（宮崎県都城市）
- 有限会社ブルエコー（鹿児島県鹿屋市）
- 有限会社シード・エンターテイメント（鹿児島県霧島市）

### かつてのFC加盟社
- 北海道旅客鉄道株式会社（北海道札幌市中央区、通称：JR北海道）
- 株式会社ハタカンパニー（北海道札幌市北区、セブン-イレブンのFC加盟社）
- 株式会社ゆにろーず（茨城県取手市）
- 有限会社三幸企画（群馬県桐生市）
- 武蔵産業株式会社（埼玉県春日部市）：2014年（平成26年）8月15日、子会社の株式会社ショッピングひまわりとともに、東京地方裁判所に民事再生法の適用を申請し、同日保全命令を受け、倒産した[102]。
- 株式会社祥栄（埼玉県入間郡毛呂山町、通称：祥栄不動産）
- 有限会社大蔵（千葉県館山市）
- 株式会社大庄（東京都大田区）
- 株式会社ソフネットジャパン（東京都東村山市）：後に、全店舗を株式会社ランシステムへ営業譲渡し、撤退した。
- 有限会社マツダ産業（福井県丹生郡越前町）：2015年（平成27年）12月24日、福井地方裁判所より破産手続き開始決定の宣告を受け、倒産した。
- 株式会社コパン（岐阜県多治見市）
- 有限会社プレミオ（大阪府大阪市平野区）
- 株式会社アクティブ（鳥取県鳥取市、カラオケパラダイスロンゴロンゴを運営）
- 株式会社エスシーサービス（鳥取県米子市、山陰信販（現：トワライズ）グループ）：2019年1月29日付で解散。
- 株式会社ユーアンドミィー（広島県三原市）
- 株式会社築森デザイン事務所（熊本県熊本市南区）
- 株式会社太陽（熊本県天草市、太陽企業グループ）
- エースランド株式会社（宮崎県宮崎市）
- 株式会社馬場電機（鹿児島県鹿児島市）

## ファミコンショップ桃太郎
かつて家庭用ゲーム機等を販売する店舗として運営していたが、2011年（平成23年）1月に株式会社エーツーへ一部を営業譲渡した。
ランシステム直営としては2013年（平成25年）2月をもってすべての店舗の営業を終了した。

## 自社開発システム
「スペースクリエイト自遊空間」でのノウハウを活かし、他業態で利用可能なシステム（入会システム・POSシステム・入退場システム・飲食注文システム等）を販売している。

### 主な導入先
- コシダカホールディングス：「カラオケ本舗まねきねこ」に入会システムを導入[103]。